# Ambrosini S.1001 Grifo
L'Ambrosini S.1001 Grifo est un avion de tourisme italien apparu peu après la fin de la Seconde Guerre mondiale.

## Un quadriplace de tourisme
Premier avion construit par SAI Ambrosini après la Seconde Guerre mondiale, le prototype a volé en 1947. Dérivé du SAI 2S d'avant guerre, c'était un monoplan quadriplace d’école et de tourisme à train fixe caréné. Une petite série fut réalisée pour les clubs italiens avec un moteur Alfa Romeo A.110ter de 130 ch. 3 exemplaires furent même achetés par l’AMI, qui les utilisa entre 1948 et 1950.

## Un avion de raid
En 1948 l’équipage italien == Bonzi-Lualdi == établît un record de distance en volant d’Udine à Massaua (Érythrée) soit 4 650 km sans escale. Le 10 janvier 1949, à bord du même appareil, baptisé Angelo dei Bimbi ils ont gagné Dakar pour une tentative en vue de l’Amérique Latine. Après avoir surmonté l’opposition des autorités françaises, ils décollèrent de Yoff le 29 janvier 1949, sans radio ni parachutes pour pouvoir embarquer 800 litres de carburant. 17 heures plus tard ils se posèrent à Parnaiba, à 400 km au nord de Recife. À l’issue d’une tournée triomphale qui devait ensuite les mener du Brésil, en Uruguay et en Argentine, ils collectèrent 500 millions de Lires auprès de la communauté italienne vivant dans ces pays pour aider au redémarrage économique de l’Italie. Leur avion [I-ASSI] est aujourd’hui conservé au Musée Alfa Romeo de Milan-Arese.

## Un biplace d'école
L'Ambrosini S.1002 Trasimeno était une version biplace d’entrainement de base du S.1001 qui fut proposée à l'AMI avec un moteur de Havilland Gipsy Major X de 160 ch, un dièdre de voilure plus important et une envergure légèrement supérieure. Quelques exemplaires seulement furent construits pour les aéro-clubs italiens, les militaires n'ayant pas commandé cet avion.